# Xu Gang
Xu Gang (Chinees: 徐刚; Shanghai, 28 januari 1984) is een Chinees voormalig wielrenner die in 2016 zijn carrière beëindigde bij Lampre-Merida. Hij werd meerdere malen Chinees kampioen op de weg.

## Belangrijkste overwinningen
2007
 Chinees kampioen op de weg, Elite
2008
Eindklassement Ronde van de Zuid-Chinese Zee
2009
 Chinees kampioen op de weg, Elite
2011
3e etappe Ronde van Korea
2012
 Chinees kampioen op de weg, Elite

## Resultaten in voornaamste wedstrijden
| Jaar | Ronde van Italië | Ronde van Frankrijk | Ronde van Spanje |
| ---- | ---------------- | ------------------- | ---------------- |
| 2015 | opgave           |                     |                  |
| 2016 |                  |                     |                  |

| Jaar | Ronde van Vlaanderen | Parijs-Roubaix | Gent-Wevelgem |
| ---- | -------------------- | -------------- | ------------- |
| 2015 |                      |                |               |
| 2016 | opgave               | opgave         | opgave        |

## Ploegen
- 2005 –  Marco Polo Cycling Team
- 2006 –  Lampre-Fondital (stagiair vanaf 1-8)
- 2007 –  Hong Kong Pro Cycling
- 2009 –  MAX Success Sports
- 2010 –  Champion System-MAX Success Sports
- 2011 –  MAX Success Sports
- 2012 –  Champion System Pro Cycling Team
- 2013 –  Champion System Pro Cycling Team
- 2014 –  Lampre-Merida
- 2015 –  Lampre-Merida
- 2016 –  Lampre-Merida

Ballan ·
Bennati · 
Bono ·     
Bruseghin ·
Carrara ·
Castañeda ·
Commesso ·
Corioni ·
Cunego ·
Figueras · 
Fornaciari · 
Franzoi · 
Loosli ·
Marzano ·
Marzoli · 
Napolitano ·
Petrov · 
Possoni · 
Righi ·
Sabaliauskas (tot 30/06) ·
Santambrogio ·
Štangelj ·
Szmyd · 
Tiralongo ·
Valjavec · 
Vila ·
Gavazzi (stagiair) ·
Wu (stagiair) ·
Xu (stagiair)
Avery · Boillat · Butler · Clarke · Friedemann · Gardeyn · Jiang · Jiao · Kemps · Kirsipuu · Lewis · Liu · Manan · Ojavee · Othman · Wong · Wu · Wurf · Xu
Anderson · Avery · Bell · Beyer · Brammeier · Butler · Feng · Friedemann · Gazvoda · Jang · Jiang · Jiao · Lewis · Liu · Nishizono · Ojavee · Othman · Roth · Schnaidt · Tang · Traksel · Wu · Xu · Brenes (stagiair) · Cheung (stagiair) · Smith (stagiair)
Anacona · Bonifazio · Bono · Cattaneo · Cimolai · Conti · Costa  · Cunego · Dodi · Đurasek · Favilli · Ferrari · Horner · Modolo · Mori · Niemiec · Oliviera · Palini · Polanc · Pozzato · Richeze · Serpa · Ulissi · Valls · Wackermann · Xu · Kasjavy (stagiair) · Vaccher (stagiair)
Bonifazio · Bono · Cattaneo · Cimolai · Conti · M. Costa · R. Costa · Đurasek · Feng · Ferrari · Grmay · Kasjavy · Modolo · Mori · Niemiec · Oliviera · Pibernik · Plaza · Polanc · Pozzato · Richeze · Serpa · Ulissi · Valls · Xu · Ganna (stagiair) · Pacioni (stagiair) · Ravasi (stagiair)
Arashiro · Bono · Cattaneo · Cimolai · Conti · M. Costa · R. Costa · Đurasek · Feng · Ferrari · Grmay · Kasjavy · Kump · Meintjes · Modolo · Mohorič · Mori · Niemiec · Petilli · Pibernik · Polanc · Ulissi · Xu · Zurlo · Masnada (stagiair) · Ravasi (stagiair) · Troia (stagiair)